# Irina Sergejewna Kornejewa
Irina Sergejewna Kornejewa (russisch Ирина Сергеевна Корнеева, englisch Irina Korneeva; * 7. Juni 1995 in Wolgograd, geborene Irina Sergejewna Snopowa) ist eine russische Handballspielerin, die dem Kader der russischen Nationalmannschaft angehört.

## Karriere
Irina Kornejewa lief ab dem Jahre 2012 für GK Astrachanotschka auf. Mit Astrachanotschka gewann sie 2016 die russische Meisterschaft. Im Sommer 2016 wechselte die Rückraumspielerin zum Ligakonkurrenten GK Lada Toljatti. Nachdem Kornejewa 2017 und 2018 jeweils russischer Vizemeister wurde, kehrte sie wieder zu Astrachanotschka zurück.
Kornejewa nahm 2012 an der U-18-Handball-Weltmeisterschaft der Frauen teil. Im Turnierverlauf erzielte sie 18 Treffer und gewann die Silbermedaille. Mittlerweile gehört Kornejewa dem Kader der russischen Nationalmannschaft an, für die sie bisher 6 Länderspiele bestritt. Bei der Europameisterschaft 2018, wo Kornejewa vorrangig in der Abwehr eingesetzt wurde, errang sie die Silbermedaille.  Nachdem Kornejewa anschließend nicht mehr berücksichtigt worden war, kehrte sie im Jahr 2021 wieder ins Aufgebot der russischen Auswahl zurück.